# Турка Перша
Турка Перша (рос. Турка Первая) — село в Хомутовському районі Курської області Російської Федерації.
Населення становить 3 особи. Входить до складу муніципального утворення Калиновська сільрада.

## Історія
Населений пункт розташований на території українського етнічного та культурного краю Східна Слобожанщина.
Від 2004 року входить до складу муніципального утворення Калиновська сільрада.

## Населення
| 2002 | 2010 |
| ---- | ---- |
| 24   | ↘3   |